# NGC 1468
NGC 1468 је елиптична галаксија у сазвежђу Еридан која се налази на NGC листи објеката дубоког неба.
Деклинација објекта је - 6° 20' 55" а ректасцензија 3h 52m 12,5s. Привидна величина (магнитуда) објекта NGC 1468 износи 14,2 а фотографска магнитуда 15,2. NGC 1468 је још познат и под ознакама MCG -1-10-45, NPM1G -06.0151, PGC 14004.